# 香港金融管理局
香港金融管理局（ホンコンきんゆうかんりきょく、英語：Hong Kong Monetary Authority）は、香港の通貨当局。外為基金の管理や、銀行など金融業に対する監督、通貨制度の維持が主な任務である。1993年に、外匯基金管理局（外国為替基金管理局）と銀行業監理處（銀行管理処）が合併して創設された。

## 総裁
2019年に、余偉文 (Eddie Yue) が第3代総裁（正式には金融管理專員）に就任した。総裁の地位は局長クラスだが、給与は外為基金の運用次第となっており、例年、行政長官よりも高額となっている。

## 通貨
香港の法定通貨である香港ドルは、USドルに対してペッグ（固定）されている。そのため、香港金融管理局は事実上、金融政策を実施する手段を持たない。むしろ、ペッグ制度の維持が至上課題とされる。アジア通貨危機後の1998年、ヘッジファンドによる香港ドルへの仕掛け売りを受けた際、香港金融管理局は外為基金を取り崩して、これを乗り切ったことは高く評価された。その功績により、任総裁は2001年に金紫荆星章を授与された。

## 創設前
金融管理局の創設前は、香港上海銀行の影響力が強く、同行が香港の中央銀行の役割を果たしていたと形容されていた。実際に、香港で銀行が破綻した場合、その処理スキームが存在せず、香港上海銀行が買収していた。